# Elecciones municipales de Andahuaylas de 1980
Las elecciones municipales de Andahuaylas de 1980 se llevaron a cabo el 23 de noviembre de 1980 para elegir al alcalde y al Concejo Provincial de Andahuaylas para el periodo 1981-1983. La elección se celebró simultáneamente con elecciones municipales en todo el país.

## Sistema electoral
La Municipalidad Provincial de Andahuaylas es el órgano administrativo y de gobierno de la provincia de Andahuaylas. Está compuesta por el alcalde y el Concejo Provincial.
La votación del alcalde y el concejo se realiza en base al sufragio universal, que comprende a todos los ciudadanos nacionales mayores de dieciocho años, empadronados y residentes en la provincia de Andahuaylas y en pleno goce de sus derechos políticos, así como a los ciudadanos no nacionales residentes y empadronados en la provincia de Andahuaylas.
El Concejo Provincial de Andahuaylas está compuesto por 19 regidores elegidos por sufragio directo para un período de tres (3) años, en forma conjunta con la elección del alcalde (quien lo preside). La votación es por lista cerrada y bloqueada. Se asigna a la lista ganadora los escaños según el método d'Hondt.

## Partidos y candidatos
A continuación se muestra una lista de los principales partidos y alianzas electorales que participaron en las elecciones:
| Candidatura | Candidatura | Partidos y alianzas | Candidatos | Candidatos               | Ideología                                               | Ref. |
| ----------- | ----------- | --- | ---------- | ------------------------ | ------------------------------------------------------- | ---- |
|             | APRA        | Lista - Partido Aprista Peruano (APRA) |            | Gustavo Aguero Jurado    | Aprismo                                                 |      |
|             | AP          | Lista - Acción Popular (AP) |            | Camilo Abuhadba Abedrado | Humanismo Nacionalismo cívico Reformismo                |      |
|             | IU          | Lista - Izquierda Unida (IU) – Unión de Izquierda Revolucionaria (UNIR) – Unidad Democrático Popular (UDP) – Partido Socialista Revolucionario (PSR) – Partido Comunista Revolucionario (PCR) – Partido Comunista Peruano (PCP) – Frente Obrero Campesino Estudiantil y Popular (FOCEP) |            | Juan Villanueva Núñez    | Marxismo-leninismo Mariateguismo Socialismo democrático |      |

## Resultados

### Sumario general
|                        |                                |              |              |              |           |           |
| Partidos y coaliciones | Partidos y coaliciones         | Voto popular | Voto popular | Voto popular | Regidores | Regidores |
| Partidos y coaliciones | Partidos y coaliciones         | Votos        | %            | ±pp          | Total     | +/−       |
|                        | Acción Popular (AP)            | 5,798        | 54.81        | n/a          | 11        | n/a       |
|                        | Izquierda Unida (IU)           | 2,944        | 27.83        | n/a          | 5         | n/a       |
|                        | Partido Aprista Peruano (APRA) | 1,836        | 17.36        | n/a          | 3         | n/a       |
|                        |                                |              |              |              |           |           |
| Total                  | Total                          | 10,578       |              |              | 19        | n/a       |
|                        |                                |              |              |              |           |           |
| Votos válidos          | Votos válidos                  | 10,578       | 54.37        | n/a          |           |           |
| Votos en blanco        | Votos en blanco                | 3,480        | 17.89        | n/a          |           |           |
| Votos nulos            | Votos nulos                    | 5,399        | 27.75        | n/a          |           |           |
| Votos emitidos         | Votos emitidos                 | 19,457       | 50.18        | n/a          |           |           |
| Abstenciones           | Abstenciones                   | 19,318       | 49.82        | n/a          |           |           |
| Votantes registrados   | Votantes registrados           | 38,775       |              |              |           |           |
|                        |                                |              |              |              |           |           |
| Fuente:                |                                |              |              |              |           |           |

## Elecciones municipales distritales

### Resultados por distrito
La siguiente tabla enumera el control de los distritos de la provincia de Andahuaylas.
| Distrito              | Alcalde(sa) electo(a)       | Partido político | Partido político        |
| --------------------- | --------------------------- | ---------------- | ----------------------- |
| Ancohuallo            | Wilfredo Cavero Nalvarte    |                  | Acción Popular          |
| Andarapa              | Virgilio Altamirano Damiano |                  | Acción Popular          |
| Chiara                | Lázaro Peceros Quispe       |                  | Acción Popular          |
| Chincheros            | Víctor Gamboa Guillén       |                  | Acción Popular          |
| Cocharcas             | Samuel Ramírez Medina       |                  | Acción Popular          |
| Huancarama            | Alberto Palomino Llerena    |                  | Acción Popular          |
| Huancaray             | Alberto Guizado Céspedes    |                  | Acción Popular          |
| Kishuará              | Demetrio Pichihua Oyola     |                  | Acción Popular          |
| Ocobamba              | Zósimo Torres León          |                  | Acción Popular          |
| Ongoy                 | Cristóbal Ojeda Rojas       |                  | Izquierda Unida         |
| Pacobamba             | Hernán Aróstegui Serrano    |                  | Acción Popular          |
| Pacucha               | Feliciano Mondalgo Llasacce |                  | Izquierda Unida         |
| Pampachiri            | Lizandro Sotelo Rodríguez   |                  | Partido Aprista Peruano |
| Pomacocha             | Marcos Chipana Flores       |                  | Acción Popular          |
| San Antonio de Cachi  | Teófilo Alarcón Amorin      |                  | Acción Popular          |
| San Jerónimo          | Jehú Altamirano Vargas      |                  | Acción Popular          |
| Santa María de Chicmo | Moisés Gonzales Córdova     |                  | Acción Popular          |
| Talavera              | Efraín Ambía Ludeña         |                  | Acción Popular          |
| Tumay Huaraca         | Manuel Barrientos Ccaccya   |                  | Acción Popular          |
| Turpo                 | Julián Uquichi Mañuico      |                  | Acción Popular          |